# Münchnerinnen
Münchnerinnen ist ein 1944 entstandener deutscher Spielfilm von Philipp Lothar Mayring. Die Hauptrollen spielen Gabriele Reismüller, Heli Finkenzeller, Hans Holt und Oskar Sima. Der Geschichte liegt der gleichnamige Roman (1919) von Ludwig Thoma zugrunde.

## Handlung
München zur Jahrhundertwende. Die angesehene Kaffeefirma Globerger & Hartwig besteht seit 20 Jahren, hat aber schon bessere Tage gesehen. Der korpulente Eigner Benno Globerger hat das Geschäft mit seinem Gebaren nahezu in den Ruin getrieben. Benno ist ebenso selbstgefällig wie arbeitsscheu und hat das Firmenvermögen mit dubiosen Spekulationen nahezu verspielt. Mutter Globerger ist darob derartig besorgt, dass sie ihrem ungeratenen Spross dringend rät, sich mit der fleißigen Verkäuferin Paula Hartwig zu vermählen, die den Laden durch ihren Arbeitseifer am Laufen hält. Außerdem ist sie die Nichte der Mitbesitzerin Sefferl Hartwig, sodass die Firma im Familienbesitz bleiben würde. Für Benno scheint die Eheschließung ein lohnendes Geschäft: Neben der Firma gehören zum späteren Erbe zwei Grundstücke in München-Schwabing, die Benno nach der Hochzeit überschrieben werden würden. Benno sieht sich bereits als gemachter Mann. Er ahnt nicht, dass Paula Hartwig ganz andere Pläne hat.
Eine weitere Münchnerin in dieser Geschichte ist die lebensfrohe Resi Schegerer, die mit dem etwas stumpfsinnigen und seine Frau vernachlässigenden Karl Schegerer verheiratet ist. Resi und Paula lernen sich bei einem Ausflug an den Schliersee kennen. Während ihre beiden Typen daheimgeblieben sind und Tarot spielen, lernen die beiden aufgeschlossenen, fröhlichen Mädchen zwei andere Männer kennen. Besonders Resi ist einem Flirt nicht abgeneigt. Der eine der Männer heißt Franz von Riggauer und ist ein grundanständiger und gutsituierter Jurastudent, der andere ist der Maler Otto Jüngst und mit Franz befreundet. Während Otto rasch mit Resi anbandelt, bleiben die sittsame Paula und der scheue Franz allein zurück. Obwohl beide recht introvertiert sind, freunden sie sich langsam an. Da Paula nicht dem ihr versprochenen Benno untreu werden will, lehnt sie es ab, Franz demnächst wieder sehen zu wollen. Der aber schert sich nicht darum und sucht bereits am darauf folgenden Tag Paula Hartwig im Kaffeegeschäft auf.
Franz und Paula verlieben sich ineinander, und es wird bald allen klar, dass die beiden gut zusammenpassen würden. Paula will aber nicht wortbrüchig werden, hat sie doch Tante Hartwig versprochen, Benno zu heiraten. Franzens Vater ist gegen eine Verbindung zwischen seinem Sohn und der einfachen Verkäuferin, sieht er sie doch als nicht standesgemäß an. Derweil haben Bennos Spekulationsgeschäfte dazu geführt, dass er seine beiden Schwabinger Grundstücke einem halbseidenen Geschäftspartner, dem Betrüger Firmeyer, überschrieben hat, was er überhaupt nicht gedurft hatte. Dank Sefferl Hartwigs Initiative kann die Polizei den Ganoven dingfest machen, und die Grundstücke kommen zurück in Familienbesitz. Als Strafe werden Benno und seine Mutter aus dem Kaffeegeschäft Globerger & Hartwig geworfen. Paula und Franz, der seinen Vater von dem guten Charakter seiner Zukünftigen überzeugen kann und sein Jurastudium an den Nagel hängt, werden heiraten, und Resi kehrt reuevoll zu ihrem Karl zurück, der ihr verspricht, sich zukünftig mehr um sie zu kümmern.

## Produktionsnotizen
Die Dreharbeiten begannen am 15. August 1944 im Hostiwar-Atelier in Prag und wurden Anfang September 1944 mit den Außenaufnahmen fortgesetzt. Bei Kriegsende war der Film fertig gestellt, die Uraufführung verspätete sich bis zum 10. Februar 1949.
Georg Fiebiger wirkte als Produktionsleiter. Heinrich Weidemann und Fritz Lück gestalteten die Filmbauten, Maria Pommer-Uhlig die Kostüme. Hans R. Wunschel war für den Ton zuständig.
Regisseur Mayring wurde mit 25.000 RM entlohnt, Drehbuchautor Ernst von Salomon mit 22.500 RM. Komponist Leo Leux erhielt für seine musikalischen Untermalungen 10.000 RM.
Alternativtitel sind Ja, ja die Männer sowie Über alles die Liebe.

## Kritik
Bei Filmdienst heißt es: „Ein Film … verlogen, voller kitschiger Kaffeehausromantik, ohne Schwung und Originalität.“